# فلوريان هيلر
فلوريان هيلر (بالألمانية: Florian Heller) (مواليد 10 مارس 1982 في روزينهايم - ألمانيا) لاعب كرة قدم ألماني يلعب حاليا لصالح نادي الدرجة الأولى ماينز الألماني منذ 2008 في مركز الوسط المحوري .

## روابط خارجية
- فلوريان هيلر على موقع قاعدة بيانات كرة القدم.إي يو (الإنجليزية)
- فلوريان هيلر على موقع بيانات كرة القدم. دي إي (الألمانية)
- فلوريان هيلر على موقع عالم كرة القدم.نت (الإنجليزية)
- فلوريان هيلر على موقع كووورة